# تيبورسيو كارياس أندينو
تيبورسيو كارياس أندينو (بالإسبانية: Tiburcio Carías Andino) (و. 1876 – 1969 م) هو سياسي، ومحام من هندوراس ولد في تيجوسيجالبا.
وهو عضو في الحزب الوطني .